# Fredrik Lööf
Pour les articles homonymes, voir Lööf.
Fredrik Lööf, né le 13 décembre 1969 à Kristinehamn, est un skipper suédois. 

## Biographie
Il participe à six reprises à la compétition de voile aux Jeux olympiques. Dans la discipline du Finn, il se classe 5e en 1992 à Barcelone et en 1996 à Atlanta puis il obtient la médaille de bronze en l'an 2000 à Sydney. Fredrik Lööf change ensuite de discipline en naviguant sur Star, un voilier à deux équipiers. Il se classe 12e en 2004 à Athènes et 3e en 2008 à Pékin avec Anders Ekström puis il devient champion olympique en 2012 à Londres avec son compatriote Max Salminen.

## Palmarès
| Compétition                   | 1990 | 1991 | 1992 | 1993 | 1994 | 1995 | 1996 | 1997 | 1998 | 1999 | 2000 | 2001 | 2002 | 2003 | 2004 | 2005 | 2006 | 2007 | 2008 | 2009 | 2010 | 2011 | 2012 |
| ----------------------------- | ---- | ---- | ---- | ---- | ---- | ---- | ---- | ---- | ---- | ---- | ---- | ---- | ---- | ---- | ---- | ---- | ---- | ---- | ---- | ---- | ---- | ---- | ---- |
| Championnats du monde de Finn | 12e  | 4e   | 18e  | 2e   | 1er  | 2e   | 3e   | 1er  | 2e   | 1er  | 8e   |      |      |      |      |      |      |      |      |      |      |      |      |
| Championnats d'Europe de Finn |      |      |      |      |      |      |      |      | 8e   | 6e   | 7e   |      |      |      |      |      |      |      |      |      |      |      |      |
| Championnats du monde de Star |      |      |      |      |      |      |      |      |      |      |      | 1er  | 14e  | 2e   | 1er  | 4e   | 5e   | 8e   | 11e  | 6e   | 7e   | 5e   | 5e   |
| Championnats d'Europe de Star |      |      |      |      |      |      |      |      |      |      |      | 1er  | 1er  | 5e   | 1er  | 2e   | 16e  | 2e   |      | 3e   | 14e  |      |      |